# Adris
Adris là một chi bướm đêm thuộc họ Erebidae.